# Chloromianta
Chloromianta là một chi bướm đêm thuộc họ Geometridae.

## Các loài
- Chloromianta ferruginata Warren
- Chloromianta mianta (West)